# Hypena fijiensis
Hypena fijiensis är en fjärilsart som beskrevs av Robinson 1975. Hypena fijiensis ingår i släktet Hypena och familjen nattflyn. Inga underarter finns listade i Catalogue of Life.